# Гилелес, Лев Хацкелевич
Лев Хацкелевич (Ефимович) Гилелес (9 июня 1924 — после 1998) — советский машиностроитель, лауреат Государственной премии СССР 1970 года.
Родился 09.06.1924 в Могилёве. Член КПСС с 1965 года.
В 1942—1944 гг. в Советской Армии, участник войны.
В 1949 г. окончил Белорусский политехнический институт и с этого времени работал на Минском автомобильном заводе: конструктор, начальник конструкторского бюро, с 1954 по 1993 год заместитель главного конструктора.
По совместительству преподавал в Белорусском политехническом институте, доцент.
Кандидат технических наук (1974), диссертация:
- Исследование скоростных качеств и топливной экономичности автомобилей-самосвалов : диссертация … кандидата технических наук : 05.05.03. — Москва, 1974. — 229 с. : ил.

Лауреат Государственной премии СССР 1970 года — за создание конструкции унифицированного семейства высокопроизводительных большегрузных транспортных автомобилей, автопоездов и автосамосвалов МАЗ-500 и организацию их производства на МАЗе.
Награждён орденами Славы III степени (30.04.1975) и Отечественной войны I степени (06.04.1985).

Сочинения:
- Автомобиль-лесовоз МАЗ-501 [Текст] : Устройство, обслуживание и ремонт / Л. Х. Гилелес, Г. М. Кокин, Б. Е. Митин, В. А. Рожанский ; Под ред. проф. Г. М. Кокина. — Москва : Машгиз, 1959. — 363 с. : ил.; 23 см.
- Автомобили МАЗ [Текст] : (Устройство, техн. обслуживание и ремонт) / М. С. Высоцкий, Л. Х. Гилелес, С. Г. Херсонский и др. — Москва : Транспорт, 1968. — 328 с. : ил.; 22 см.
- Автомобиль МАЗ-500 и его модификации [Текст] : Конструкция и техн. обслуживание / М. С. Высоцкий, Л. Х. Гилелес, С. Г. Херсонский и др. — Москва : Машиностроение, 1968. — 340 с. : ил.; 22 см.
- Автомобили-лесовозы МАЗ-509 и МАЗ-509П [Текст] : (Руководство по эксплуатации) / С. Г. Херсонский, М. С. Высоцкий, Л. Х. Гилелес и др. — Москва : Лесная пром-сть, 1969. — 304 с., 1 л. черт. : ил.; 22 см.
- Грузовые автомобили [Текст] / [М. С. Высоцкий, Ю. Ю. Беленький, Л.X. Гилелес и др. ; Ред. В. В. Осепчугов]. — Москва : Машиностроение, 1979. — 384 с. : ил.; 22 см. — (Проектирование автомобиля).
- Автомобиль МАЗ-5335 и его модификации : [устройство и техническое обслуживание] / М. С. Высоцкий, Л. Х. Гилелес, С. Г. Херсонский. — Москва : Транспорт, 1982. — 229, [1] с. : ил.
- Автомобили МАЗ 5335, 5334, 5549, 5429, 5430, 504 В : Техн. описание и инструкция по эксплуатации 5335-3902002-ТО / Мин. автомоб. з-д; [Подгот. Л. Х. Гилелес и др.]. — 3-е изд., доп. — Минск : Полымя, 1980. — 240 с. : ил.; 21 см.
- Автомобиль-лесовоз МАЗ-509-А : [Учеб. пособие для проф. обучения рабочих на пр-ве / М. С. Высоцкий, Л. Х. Гилелес, Г. В. Мартыненко, С. Г. Херсонский]. — Москва : Лесн. пром-сть, 1983. — 216 с. : ил.; 21 см.
- Автомобили. Специализированный подвижной состав /М. С. Высоцкий, А. И. Гришкевич, Л. Х. Гилелес и др. — Мн.: Выш. шк., 1989. — 240 с.
- Автомобили: Испытания / В. М. Беляев, М. С. Высоцкий, Л. Х. Гилелес и др.; Под ред. А. И. Гришкевича, М. С. Высоцкого. — Минск: Вышэйш. шк., 1991.-187 с.
- Грузовые автомобили [Текст] : Проектирование и основы конструирования / М. С. Высоцкий, Л. Х. Гилелес, С. Г. Херсонский. — 2-е изд., перераб. и доп. — Москва : Машиностроение, 1995. — 255, [1] с. : ил.; 24 см; ISBN 5-217-02999-4
- Автомобили МАЗ-53362, МАЗ-53366, МАЗ-53371, МАЗ-5337, МАЗ-64229, МАЗ-54323, МАЗ-54329, МАЗ-5551 : Техн. обслуживание и ремонт / Л. Х. Гилелес, В. В. Корсаков, Н. И. Кузин. — Москва : Третий Рим, 1997. — 158 с. : ил.; 26 см + Прил. (1 отд. л. схем).; ISBN 5-88924-031-5
- Ванцевич В. В., Высоцкий М. С., Гилелес Л. Х. Мобильные транспортные машины. Взаимодействие со средой функционирования. Минск.: Беларуская наука, 1998. 303с.